# UFC 106
UFC 106: Ortiz vs. Griffin 2  è stato un evento di arti marziali miste tenuto dalla Ultimate Fighting Championship il 21 novembre 2009 al Mandalay Bay Events Center di Las Vegas, Stati Uniti.

## Retroscena
Il main match avrebbe dovuto essere Tito Ortiz-Mark Coleman, ma quest'ultimo si infortunò e venne rimpiazzato da Forrest Griffin; si era prospettato un ulteriore incontro principale tra Brock Lesnar e Shane Carwin, ma questo non si concretizzò.
Dovevano svolgersi anche gli incontri John Howard-Dennis Hallman e Kenny Florian-Clay Guida, ma vennero entrambi spostati.
Saltò anche l'incontro tra Jon Fitch e Ricardo Almeida per infortunio di quest'ultimo.
Venne annullato anche l'incontro tra Karo Parisyan e Dustin Hazelett per ragioni sconosciute; successivamente Parisyan venne allontanato dall'organizzazione.

## Risultati

### Card preliminare
- Incontro categoria Pesi Leggeri:  George Sotiropoulos contro  Jason Dent

Sotiropoulos sconfisse Dent per sottomissione (armbar) a 4:36 del secondo round.
- Incontro categoria Pesi Leggeri:  Caol Uno contro  Fabricio Camoes

L'incontro terminò in parità non unanime (29–27 per Uno, 28–28, 28–28).
- Incontro categoria Pesi Welter:  Brock Larson contro  Brian Foster

Foster sconfisse Larson per KO Tecnico (colpi) a 3:25 del secondo round.
- Incontro categoria Pesi Medi:  Kendall Grove contro  Jake Rosholt

Grove sconfisse Rosholt per sottomissione (strangolamento triangolare) a 3:59 del primo round.
- Incontro categoria Pesi Welter:  Marcus Davis contro  Ben Saunders

Saunders sconfisse Davis per KO (ginocchiata) a 3:24 del primo round.

### Card principale
- Incontro categoria Pesi Welter:  Amir Sadollah contro  Phil Baroni

Sadollah sconfisse Baroni per decisione unanime (30–27, 30–27, 29–28).
- Incontro categoria Pesi Mediomassimi:  Luiz Cané contro  Antônio Rogério Nogueira

Nogueira sconfisse Cané per KO (pugni) a 1:56 del primo round.
- Incontro categoria Pesi Welter:  Paulo Thiago contro  Jacob Volkmann

Thiago sconfisse Volkmann per decisione unanime (29–28, 30–27, 30–27).
- Incontro categoria Pesi Welter:  Josh Koscheck contro  Anthony Johnson

Koscheck sconfisse Johnson per sottomissione (strangolamento da dietro) a 4:47 del secondo round.
- Incontro categoria Pesi Mediomassimi:  Tito Ortiz contro  Forrest Griffin

Griffin sconfisse Ortiz per decisione divisa (28–29, 30–27, 29–28).

## Premi
Ai vincitori sono stati assegnati 70.000$ per i seguenti premi:
- Fight of the Night:  Josh Koscheck contro  Anthony Johnson
- Knockout of the Night:  Antônio Rogério Nogueira
- Submission of the Night:  Josh Koscheck